# William Kircher
William Kircher (Estados Unidos, 23 de mayo de 1958) es un actor neozelandés. Kircher alcanzó notoriedad en Nueva Zelanda desde su papel en la serie de televisión Shark in the Park. A nivel mundial es conocido por participar en las tres películas de El hobbit como Bifur.

## Primeros años
Desde muy joven, Kircher supo que su futuro estaba en la interpretación, y con tan sólo 16 años, ingresó en la Toi Whakari New Zealand Drama School, una de las escuelas de interpretación más prestigiosas de Nueva Zelanda. Como curiosidad, hay que señalar que Kircher mintió sobre su edad en su solicitud de ingreso en la escuela, pues aseguró que tenía 18 años. Durante los dos años siguientes a su graduación, Kircher desempeñó los más diversos trabajos en el teatro, aprendiendo todos los entresijos de la profesión y, a partir de entonces, comenzó su carrera como actor en el teatro, el cine y la televisión.

## Carrera
Durante los siguientes veinte años, Kircher participó en más de cien producciones teatrales profesionales como actor, dirigiendo incluso varias de ellas, además de numerosas series de televisión como Worzel Gummidge Down Under, The Ray Bradbury Theater, Shark in the Park, City Life, The Legend of William Tell o Xena: Warrior Princess, y películas como Hot Target, Absent Without Leave (en la que también participaron Peter Hambleton, Mark Hadlow y Jed Brophy) o The Last Tattoo (en la que también tuvieron pequeños papeles tanto Hambleton como Brophy). Poco a poco, Kircher se convirtió en uno de los actores más respetados de Nueva Zelanda.
A finales de los años noventa, Kircher dejó de lado la interpretación y se centró en la producción y gestión cinematográfica. La cadena de televisión británica Cloud 9 Screen Entertainment le contrató para que ayudara en el desarrollo de proyectos pensados para el público neozelandés. En 1999 Cloud 9 Screen Entertainment le ofreció hacerse cargo del departamento comercial de la cadena, lo que le permitió a Kircher ser productor de diversos proyectos, como un premiado cortometraje o la serie La tribu. Poco después, Kircher se convirtió en miembro del equipo ejecutivo de la cadena asumiendo la responsabilidad de manejar las relaciones públicas y el departamento de prensa de la cadena. En 2003, Kircher se asoció con otras personas de la industria cinematográfica para fundar la productora ScreenAdventures con el objetivo de desarrollar y producir películas neozelandesas para el público internacional.
En 2006, Kircher regresó a la interpretación con la película Out of the Blue, dirigida por Robert Sarkies y protagonizada por Karl Urban. Por su fabulosa interpretación en este film basado en la masacre de Aramoana, Kircher obtuvo el reconocimiento y aplauso unánime de la crítica. En los últimos años, Kircher retomó su carrera como actor, participando en diversos proyectos de cine, como la película Hold-Up, y televisión, apareciendo en series como Legend of the Seeker.

## Vida personal
Kircher está casado con la representante y cantante de rock Nicole Chesterman, con la que tiene cuatro hijas. Como curiosidad, una de sus hijas, Isabelle-Rose, tuvo un pequeño papel en la película Un puente hacia Terabithia. A Kircher le encanta pasear a sus perros, pescar, y disfrutar de la playa y la vida en el monte en su casa junto al mar de Eastbourne.